# Менчин
Менчин (пол. Męczyn) — село в Польщі, у гміні Мокободи Седлецького повіту Мазовецького воєводства.
Населення — 57 осіб (2011).
У 1975-1998 роках село належало до Седлецького воєводства.

## Демографія
Демографічна структура станом на 31 березня 2011 року:
|          | Загалом | Допрацездатний вік | Працездатний вік | Постпрацездатний вік |
| -------- | ------- | ------------------ | ---------------- | -------------------- |
| Чоловіки | 28      | 3                  | 18               | 7                    |
| Жінки    | 29      | 5                  | 14               | 10                   |
| Разом    | 57      | 8                  | 32               | 17                   |